# Горњи Кремен
Горњи Кремен је насељено мјесто града Слуња, на Кордуну, Карловачка жупанија, Република Хрватска.

## Географија
Горњи Кремен се налази око 7 км источно од Слуња.

## Историја
Горњи Кремен се од распада Југославије до августа 1995. године налазио у Републици Српској Крајини.

## Становништво
Према попису становништва из 2011. године, насеље Горњи Кремен је имало 65 становника.
| Демографија | Демографија | Демографија |
| Година      | Становника  | Становника  |
| ----------- | ----------- | ----------- |
| 1991.       | 800         |             |
| 2001.       | 91          |             |
| 2011.       |             | 65          |

## Попис1991.
На попису становништва 1991. године, насељено место Горњи Кремен је имало 800 становника, следећег националног састава:
| Попис 1991.‍  | Попис 1991.‍  | Попис 1991.‍ | Попис 1991.‍ | Попис 1991.‍ |
| ------------ | ------------ | ----------- | ----------- | ----------- |
|              |              |             |             |             |
| Хрвати       | Хрвати       |             | 633         | 79,12%      |
| Срби         | Срби         |             | 131         | 16,37%      |
| Југословени  | Југословени  |             | 5           | 0,62%       |
| Муслимани    | Муслимани    |             | 2           | 0,25%       |
| неопредељени | неопредељени |             | 8           | 1,00%       |
| непознато    | непознато    |             | 21          | 2,62%       |
| укупно: 800  |              |             |             |             |